# Wroughtonia frigida
Wroughtonia frigida är en stekelart som först beskrevs av Cresson 1873.  Wroughtonia frigida ingår i släktet Wroughtonia och familjen bracksteklar. Inga underarter finns listade i Catalogue of Life.